# Ван Бјурен (Охајо)
Ван Бјурен (енгл. Van Buren) град је у америчкој савезној држави Охајо.

## Демографија
По попису из 2010. године број становника је 328, што је 15 (4,8%) становника више него 2000. године.
| Група             | 2000.       | 2010.       |
| Белци             | 298 (95,2%) | 313 (95,4%) |
| Афроамериканци    | 1 (0,3%)    | 0 (0,0%)    |
| Азијати           | 0 (0,0%)    | 0 (0,0%)    |
| Хиспаноамериканци | 13 (4,2%)   | 14 (4,3%)   |
| Укупно            | 313         | 328         |